# Guarantã do Norte
Guarantã do Norte este un oraș în Mato Grosso (MT), Brazilia.